# Annan (Dumfries and Galloway)
Annan (gälisch: Annain) ist eine Stadt in der schottischen Council Area Dumfries and Galloway. Sie liegt etwa 25 km ostsüdöstlich von Dumfries nahe der Nordküste des Solway Firth in der traditionellen Grafschaft Dumfriesshire. Im Jahre 2011 verzeichnete Annan 8960 Einwohner.
Nahe Annan befand sich zwischen 1836 und 1919 die Whiskybrennerei Annandale, die ab 2007 wieder instand gesetzt wurde und seit 2014 wieder im Betrieb ist.

## Verkehr
Die A75, die Stranraer mit Gretna verbindet, tangiert Annan im Norden und schließt die Stadt an das Fernverkehrsnetz an. Der Fluss Annan, der westlich der Stadt verläuft, wird auf Höhe von Annan von zwei Straßen- und einer Eisenbahnbrücke gequert. Der Bahnhof von Annan wurde in früheren Zeiten von der Glasgow and South Western Railway auf der Glasgow, Dumfries and Carlisle Railway bedient. Heute betreibt First ScotRail den Bahnhof. Die Züge auf der Glasgow South Western Line fahren den Bahnhof regelmäßig an.

## Persönlichkeiten
- Hugh Clapperton (1788–1827), Afrikaforscher
- Edward Irving (1792–1834), apostolischer Geistlicher
- James Thomson (1851–1915), Fußballspieler
- Ashley Jensen (* 1969), Schauspielerin
- David Payne, Maler
- Jim Wallace (* 1954), Politiker
- George Johnston (1764–1823), ehemaliger Vizegouverneur von New South Wales

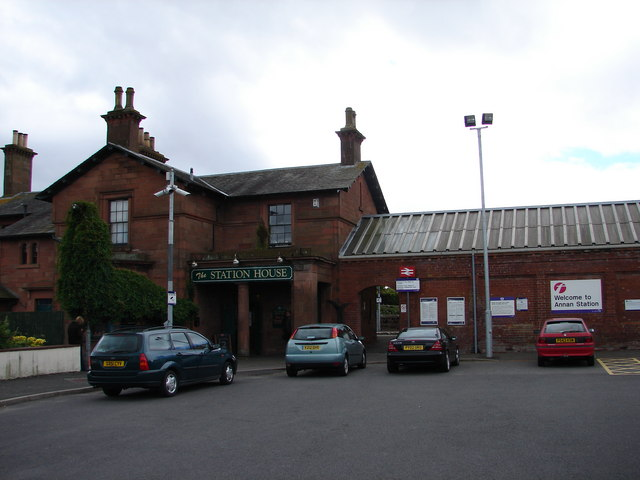
Bahnhof von Annan
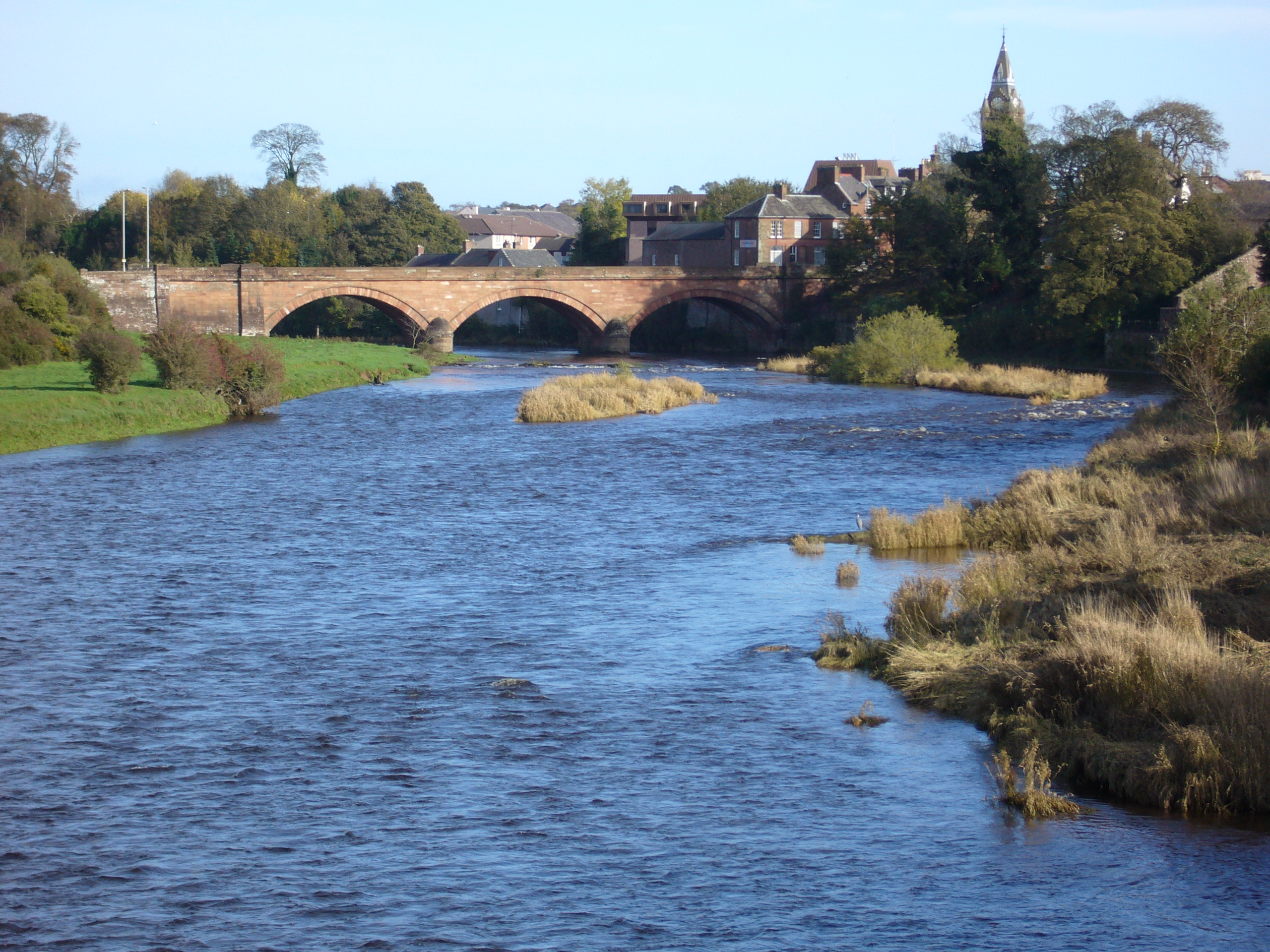
Brücke über den Annan am Westende von Annan
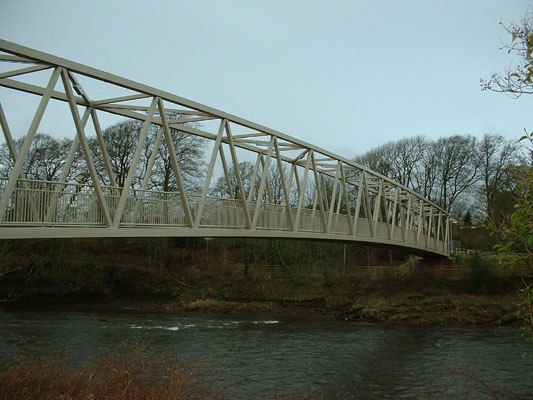
Annan Millennium Bridge